# Johann Georg von Browne-Camus

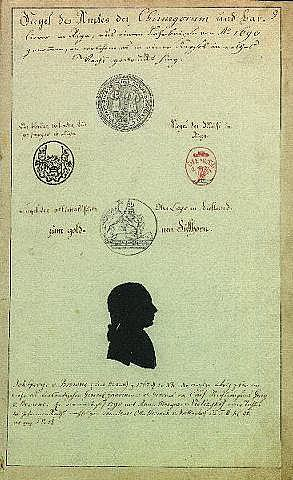
Schattenriss des Johann Georg von Browne-Camus

Johann Georg von Browne-Camus (* 20. September 1767 in Riga; † Januar 1827) war 3. Graf Browne of Camus (auch Browne de Camas), russischer Oberst und Malteser Ritter sowie ein bedeutender Förderer Ludwig van Beethovens und Vertreter des zaristischen Russlands in Österreich.
Er war der Sohn des russischen Feldmarschalls Georg Reichsgraf von Browne und dessen zweiter Frau Eleonore Christine von Mengden (1729–1787), Tochter von Baron Johann Heinrich von Mengden (1701–1792) und der Gräfin Christina Elisabeth von Münnich (1711–1775). Von seinen Eltern hatte er großes Vermögen an Ländereien geerbt.
Als er und seine Frau 1794/1795 in diplomatischer Mission nach Wien zogen, konnten sie es sich leisten, den Künstler Beethoven in Wien zu fördern. Beethoven nannte ihn den ersten Mäzen seiner Muse und widmete ihm die drei Streichtrios Opus 9 (1798), die Klavier-Sonate B-Dur Opus 22 (1800), die 7 Variationen Es-Dur über die Theme Bei Männern, welche Liebe fühlen aus Mozarts Oper Die Zauberflöte WoO 46 (1801) und die Sechs Lieder von Gellert Opus 48 (1803). Auch der Frau seines Gönners widmete er einige Kompositionen.
Aber der Graf lebte verschwenderisch, und auch die Folgen der Napoleonischen Kriege ruinierten sein Vermögen und seine Gesundheit. Er erlitt einen Nervenzusammenbruch und kam danach in eine Nervenklinik, in der er auch starb.

## Familie
Am 22. August 1790 heiratete er Annette Margarethe von Vietinghoff-Scheel (* 12. Januar 1769; † 13. Mai 1803), auch bekannt als Anna Margarete, Tochter von Otto Hermann von Vietinghoff genannt Scheel (1722–1792), dem Generaldirektor des allrussischen Medizinalkollegiums unter Kaiserin Katharina II. von Russland, und der Gräfin Anna Ulrike von Münnich (1741–1811).
Mit seiner Frau hatte er den Sohn Moritz von Browne (* 1798; † 1820). Dieser starb als letzter seiner Linie.